# Mote de queso
El mote de queso es una sopa típica del Caribe colombiano, originario de la subregión Montes de María y de la sabanas del Bolívar Grande. Su principal ingrediente es el ñame, preferiblemente espino o en su defecto criollo; se prepara con queso costeño duro (en cuadritos), ajo, cebolla, gotas de limón, además de las hojas de bleo de chupa (arbusto de hojas aromáticas).
Se sirve acompañado con arroz blanco o de coco, un sofrito de cebolla de rama, ají dulce y ajo y suero atollabuey; opcionalmente se le agregan gotas de limón en el momento de servir.
Es considerado insignia culinaria de la Costa y plato reconocido en toda Colombia. La variante sinuana se prepara con leche de coco.